# Curetis minima
Curetis minima är en fjärilsart som beskrevs av William Lucas Distant 1887. Curetis minima ingår i släktet Curetis och familjen juvelvingar. Inga underarter finns listade i Catalogue of Life.